# The Lost Bridegroom
The Lost Bridegroom er en amerikansk stumfilm fra 1916 af James Kirkwood.

## Medvirkende
- John Barrymore som Bertie Joyce.
- Katherine Corri Harris som Dorothy Hardin.
- Ida Darling som Mrs. Amelia Hardin.
- June Dale som Madge McQuirk.
- Hardee Kirkland som Black McQuirk.